# Ольмедо, Алекс
Луис Алехандро (Алекс) Родригес Ольмедо (исп. Luis Alejandro "Alex" Rodriguez Olmedo; 24 марта 1936, Арекипа, Перу — 9 декабря 2020, Лос-Анджелес, США) — перуанский и американский теннисист и теннисный тренер, вторая ракетка мира в 1959 году. Победитель трёх турниров Большого шлема в одиночном и мужском парном разряде, победитель чемпионата США среди профессионалов (1960), обладатель Кубка Дэвиса (1959) в составе сборной США. Член Международного зала теннисной славы с 1987 года.

## Биография
Алехандро Ольмедо родился в 1936 году в перуанском городе Арекипа в семье теннисного тренера. Свои первые уроки игры в теннис он получил от отца, и в 1953 году, в 17 лет, уже был лучшим теннисистом Перу. В это время возглавлявший Теннисную федерацию Перу Хорхе Артен пригласил для него из США тренера Стэнли Сингера. Сингер, быстро оценив потенциал молодого теннисиста, посоветовал ему перебраться в США, где он сможет развиваться дальше. В начале 1954 года Ольмедо отправился в Лос-Анджелес. Его тренером на новом месте стал Джо Чанчи. Позже талантливым перуанцем заинтересовался тренер Университета Южной Калифорнии Джордж Толи, который для начала определил его в начальный колледж Модесто. Там Ольмедо учился, работал на консервном заводе и продолжал играть в теннис, а в 1956 году поступил в Университет Южной Калифорнии.
За годы учёбы в университете Ольмедо два раза становился чемпионом NCAA в одиночном и столько же — в парном разряде. В 1958 году Перри Джонс, наиболее влиятельный человек в калифорнийском теннисе, был назначен капитаном сборной США в Кубке Дэвиса и с самого начала взял курс на включение Ольмедо, не бывшего гражданином США, в состав сборной. Это стало возможным благодаря отсутствию в Перу национальной команды, участвовавшей в розыгрыше Кубка Дэвиса.
В конце 1958 года Ольмедо на чемпионате США дошёл до финала в мужском и смешанном парном разряде, победив с Хэмом Ричардсоном и проиграв с Марией Буэно. На Рождество того же года сборная США играла в финале Кубка Дэвиса с командой Австралии, к тому моменту завоёвывавшей этот трофей четыре раза подряд. При более чем сорокаградусной влажной жаре, царившей в Брисбене, Джонс принял решение поберечь страдавшего от диабета Ричардсона, бывшего первой ракеткой сборной, для парной игры и поставил на встречи в одиночном разряде Ольмедо. Тот выиграл оба своих поединка и парную игру с Ричардсоном (при счёте 10-12, 3-6, 16-14, 6-3, 7-5 ставшую одной из самых длинных за всю историю турнира), завоевав Кубок Дэвиса для США. В Перу он стал после этого национальным героем, и президент Мануэль Прадо наградил его Спортивным лавровым венком Перу.
Ольмедо развил свой успех в первой половине 1959 года, выиграв сначала чемпионат Австралии, а затем Уимблдонский турнир. В Австралии он был посеян под вторым номером и дошёл до финала, выиграв три пятисетовых поединка подряд (в том числе отыгравшись из счёта 0-2 по сетам в четвертьфинале против Ульфа Шмидта). В финале он в четырёх сетах победил посеянного первым австралийца Нила Фрейзера и на Уимблдоне уже сам возглавил турнирную сетку. На этом турнире он потерял за семь кругов только два сета, в финале победив в трёх сетах несеяного молодого австралийца Рода Лейвера. На чемпионате США, где Ольмедо был также посеян под первым номером, он потерял два сета в первых пяти кругах, но в полуфинале столкнулся с упорным сопротивлением американца Рона Холмберга, которое сумел сломить только в пяти сетах; после этого он уже не смог противостоять Фрейзеру в финале.
Однако эти несомненные успехи чередовались в игре Ольмедо с труднообъяснимыми провалами. Один из них последовал вскоре после победы на Уимблдоне: на чемпионате США на грунтовых кортах Ольмедо с разгромным счётом проиграл малоизвестному южноафриканскому теннисисту Эйбу Сегалу. Он выглядел настолько плохо, что его проигрыш выглядел намеренным; в итоге он был отстранён от игры в парном разряде, а Ассоциация лаун-тенниса Соединённых Штатов (USLTA) пригрозила ему дисквалификацией. На матче раунда вызова Кубка Дэвиса против австралийцев Ольмедо проиграл две встречи из трёх, пресса писала, что он «просто отбывал номер», и его объявили главным виновником итогового поражения. Журнал Sports Illustrated в качестве причин нестабильной игры Ольмедо называл его беспечность и обидчивый характер, иногда заставлявший его проигрывать назло публике и организаторам. Сам Ольмедо, однако, как минимум в своём поражении на чемпионате США на теннисных кортах винил USLTA, заставившую его лететь в Америку и играть на грунтовых кортах сразу после победы на травяных газонах Уимблдона.
По итогам 1959 года Ольмедо занял второе место в ежегодном рейтинге десяти лучших теннисистов мира, публикуемом газетой Daily Telegraph, и в 1960 году перешёл в профессиональный теннис. В первый же год в этом ранге он стал победителем чемпионата США среди профессионалов в одиночном и парном разряде. В 1962 году, после окончания учёбы в университете, Ольмедо присоединился к профессиональному теннисному туру Джека Креймера, но всего через год ушёл из него, устав от непрерывных переездов.
В 1965 году Ольмедо закончил регулярные выступления в профессиональных турнирах и занял должность теннисного тренера в Beverly Hills Hotel. Среди клиентов, которым он давал уроки, были актёры Кэтрин Хепбёрн, Роберт Дюваль и Чеви Чейз. Ольмедо проработал в гостинице более тридцати лет; после начала Открытой эры в теннисе, когда профессионалы были допущены на ранее исключительно любительские турниры, он возобновил участие в них и выступал с невысокой частотой вплоть до 1977 года. В 1987 году его имя было включено в списки Международного зала теннисной славы. Умер в декабре 2020 года в Лос-Анджелесе от опухоли головного мозга, оставив после себя двух дочерей и сына.

## Финалы турниров Большого шлема за карьеру
Одиночный разряд (2-1)
| Результат | Год  | Турнир              | Покрытие | Соперник в финале | Счёт в финале      |
| --------- | ---- | ------------------- | -------- | ----------------- | ------------------ |
| Победа    | 1959 | Чемпионат Австралии | Трава    | Нил Фрейзер       | 6-1, 6-2, 3-6, 6-3 |
| Победа    | 1959 | Уимблдонский турнир | Трава    | Род Лейвер        | 6-4, 6-3, 6-4      |
| Поражение | 1959 | Чемпионат США       | Трава    | Нил Фрейзер       | 3-6, 7-5, 2-6, 4-6 |

Мужской парный разряд (1-1)
| Результат | Год  | Турнир        | Покрытие | Партнёр             | Соперники в финале           | Счёт в финале           |
| --------- | ---- | ------------- | -------- | ------------------- | ---------------------------- | ----------------------- |
| Победа    | 1958 | Чемпионат США | Трава    | Гамильтон Ричардсон | Сэмми Джаммалва Барри Маккей | 3-6, 6-3, 6-4, 6-4      |
| Поражение | 1959 | Чемпионат США | Трава    | Бутч Бухгольц       | Нил Фрейзер Рой Эмерсон      | 6-3, 3-6, 7-5, 4-6, 5-7 |

Смешанный парный разряд (0-1)
| Результат | Год  | Турнир        | Покрытие | Партнёрша   | Соперники в финале                | Счёт в финале |
| --------- | ---- | ------------- | -------- | ----------- | --------------------------------- | ------------- |
| Поражение | 1958 | Чемпионат США | Трава    | Мария Буэно | Маргарет Осборн-Дюпон Нил Фрейзер | 3-6, 6-3, 7-9 |

## Участие в финалах турниров «профессионального Большого шлема» за карьеру
Одиночный разряд (1-0)
| Результат | Год  | Турнир        | Соперник в финале | Счёт в финале |
| --------- | ---- | ------------- | ----------------- | ------------- |
| Победа    | 1960 | Чемпионат США | Тони Траберт      | 7-5, 6-4      |

Парный разряд (3-2)
| Результат | Год  | Турнир               | Партнёр        | Соперники в финале         | Счёт в финале |
| --------- | ---- | -------------------- | -------------- | -------------------------- | ------------- |
| Победа    | 1960 | Чемпионат США        | Эшли Купер     | Панчо Сегура Тони Траберт  |               |
| Поражение | 1961 | Чемпионат Уэмбли     | Панчо Сегура   | Кен Розуолл Лью Хоуд       |               |
| Поражение | 1962 | Чемпионат Уэмбли (2) | Панчо Сегура   | Кен Розуолл Лью Хоуд       |               |
| Победа    | 1963 | Чемпионат Уэмбли     | Фрэнк Седжмен  | Бутч Бухгольц Барри Маккей |               |
| Победа    | 1964 | Чемпионат США (2)    | Панчо Гонсалес | Луис Айяла Андрес Химено   |               |

## Финалы Кубка Дэвиса за карьеру
| Результат | Год  | Место проведения финала | Покрытие | Команда                                 | Соперники в финале                          | Счёт |
| --------- | ---- | ----------------------- | -------- | --------------------------------------- | ------------------------------------------- | ---- |
| Победа    | 1958 | Брисбен, Австралия      | Трава    | США Б. Маккей, А. Ольмедо, Г. Ричардсон | Австралия М. Андерсон, Э. Купер, Н. Фрейзер | 3:2  |
| Поражение | 1959 | Нью-Йорк, США           | Трава    | США Э. Бухгольц, Б. Маккей, А. Ольмедо  | Австралия Р. Лейвер, Н. Фрейзер, Р. Эмерсон | 2:3  |